# Minneola (Florida)
Minneola város az Amerikai Egyesült Államok Florida államában, Lake megyében. Lakosainak száma 13 843 fő (2020. április 1.).

## Népesség
A település népességének változása:
| Lakosok száma | 5435 | 9403 | 13 843 |
|               | 2000 | 2010 | 2020   |